# Embaixadores da Alegria

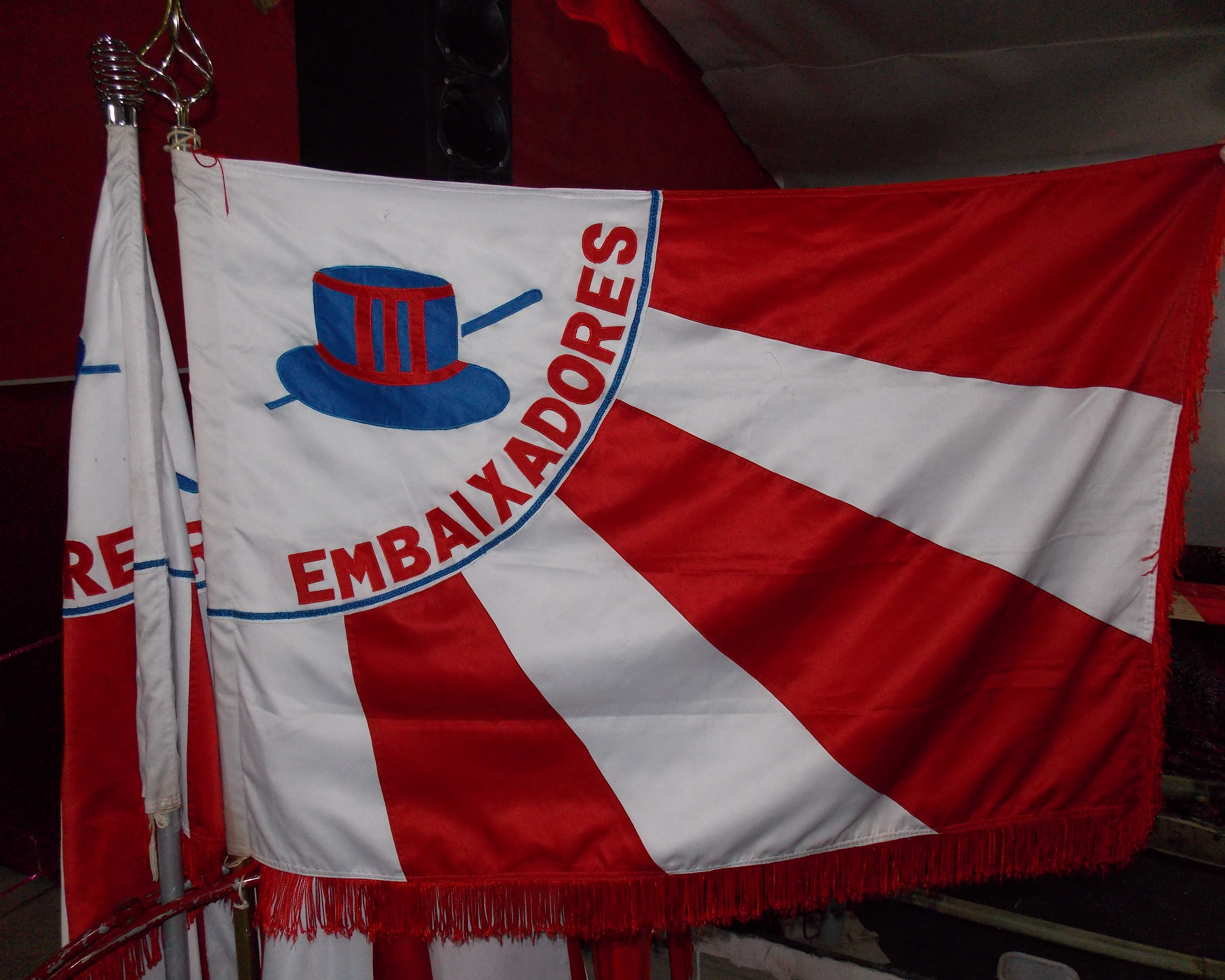

A Associação Cultural Carnavalesca Embaixadores da Alegria (anteriormente denominada Sociedade Cultural Carnavalesca Embaixadores da Alegria) é uma tradicional escola de samba da cidade de Curitiba. Sediada na Rua Doutor Celso Luiz Peixoto Ribas, 3.450, em Santa Quitéria, tem em média, desfilado anualmente com aproximadamente 400 componentes.

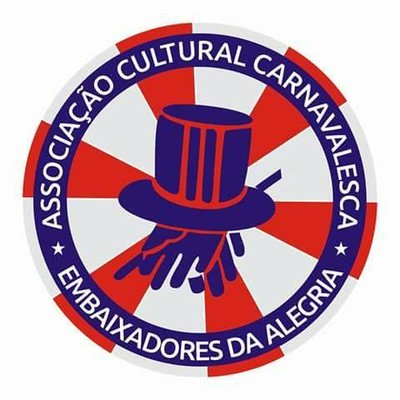
EMBAIXADORES DA ALEGRIA

## História
A Embaixadores foi fundada em 1948 como um bloco carnavalesco de nome "Cevadinhas do Amor", fundado pelo estudante de Direito por José Cadilhe de Oliveira (1923-2006), então recém chegado de Ponta Grossa, e Aldo Souza Lobo (1906-1975), no Bar e Confeitaria Stuart, a partir de um batuque improvisado com garrafas de cerveja e caixinhas de fósforo. O reduto na época era o Bar do Stuart, como ponto de encontro e de reunião.
Em seu primeiro desfile, o Cevadinhas do Amor era patrocinado pela Brahma. Seus 46 integrantes desfilaram vestidos de garrafa de cerveja e na época receberam dez contos de réis. O Cevadinhas um bloco ligado a Sociedade Thalia e permaneceu por 14 anos (até 1962)
No ano seguinte, o bloco foi patrocinado pela Antarctica e por isso, os mais de 70 integrantes saíam de Pinguins.
A agremiação ficou conhecida na cidade e passou a ser chamada para animar bailes em clubes. O primeiro a convidá-los foi o Curitibano. O ex-presidente do Clube Curitibano e do Atlético Curitibano, Jofre Cabral e Silva (1918-1968) viu os ensaios da Cevadinhas e pediu para que seus integrantes fossem ao baile do Curitibano. Depois outros clubes fizeram o mesmo e segundo Cadilhe, pessoas ficavam muito contentes com as presenças deles e chamavam o grupo de "embaixadores da alegria".
No ano de 1955, em uma reunião, José Cadilhe deu a sugestão de mudar o nome para Embaixadores da Alegria. No início teve resistência pois muitos achavam que o nome era muito comprido mas José Cadilhe convenceu a todos, que com este nome iria empolgar mais, vencendo o pleito e mudando o nome em definitivo de Embaixadores da Alegria. Então o Bloco Cevadinhas do Amor muda para Sociedade Cultural Carnavalesca Embaixadores da Alegria.
Em 1962, a Embaixadores se desvincula da Sociedade Thalia, passando por um curto período pela Sociedade Seminário. A Embaixadores teve como sede a Sociedade Thalia por 34 anos (1948-1962).
A partir de 1979 a família D'Ávila, inicialmente representada pelo casal Deuci D'Ávila e Edson D'Ávila, entrou na Embaixadores, e por muitos anos seus membros passaram a comandar a escola. Edson faleceu em 13 de dezembro de 1999 e Deuci em 25 de dezembro do mesmo ano.
Entre 2004 e 2007, a Embaixadores foi tetracampeã do carnaval curitibano. Destaque para o ano de 2006, quando trouxe o enredo Água, a essência da vida.
Em 2008 completou 60 anos de existência, desfilando com um enredo que contou a trajetória da escola. Nesse ano, obteve a segunda colocação do Grupo Especial.
No ano de 2015, após a eleição de Yrraja Carvalho para presidente, seu estatuto social foi alterado, com a razão social sendo modificada de Sociedade Cultural Carnavalesca Embaixadores da Alegria para Associação Cultural Carnavalesca Embaixadores da Alegria.[carece de fontes?]
Em 2016 a Embaixadores tem sua quadra transferida da Rua Capeberibe (Geralda) em frente a praça do Santa Quitéria para o Gunha Sports Já no ano seguinte, sua quadra foi para a Rua Marques de Barbacena, 288 Naquele ano não houve disputa oficial entre as agremiações, apenas desfile não competitivo. O samba-enredo da Embaixadores foi considerado um dos melhores na avenida.
O mais famoso presidente da história da agremiação, Saul D'Ávila, faleceu em 26 de Fevereiro de 2017 (domingo), um dia após o desfile da escola naquele ano.
Em 2017 a agremiação mudou novamente sua quadra, desta vez para a Rua Rua Doutor Celso Luiz Peixoto Ribas, 3450 Naquele ano a escola acabou em 5º lugar e acabou sendo rebaixada ao grupo B.
Desfilará em 2019 no Domingo.
Em 2024 a Embaixadores veio a avenida com o samba enredo "Segunda abolição, o sangue vermelho e pra todos", Ficou em 2º lugar com "177,10" pontos.

## Segmentos

### Presidentes
| Nome            | Mandato     | Ref.                |
| --------------- | ----------- | ------------------- |
| José Cadilhe    | 1948 - 1970 |                     |
| Glauco Lobo     | 1971 - 1982 | [carece de fontes?] |
| Deuci D'ávila   | 1983 - 1999 | [carece de fontes?] |
| Susy D'Ávila    | 2000 - 2001 | [carece de fontes?] |
| Saul D'Ávila    | 2002 - 2010 | [carece de fontes?] |
| Susy D'Ávila    | 2011 - 2013 | [ 19 ]              |
| Alberto Neumann | 2012 - 2013 | [ 20 ]              |
| Susy D'Ávila    | 2014 - 2015 | [carece de fontes?] |
| Tays D'Avila    | 2015 - 2016 |                     |
| Yrraja Carvalho | 2016 - 2017 |                     |
| Ronaldo Martins | 2017-2018   |                     |
| Diogo Peres     | 2021-2023   |                     |
| Sergio Ramos    | 2024 -      |                     |

### Presidentes de honra
| Nome         | Mandato     | Ref.   |
| ------------ | ----------- | ------ |
| Saul D'Ávila | in memorium | [ 21 ] |

### Diretores
| ano  | Diretor de Carnaval | Diretor de harmonia | Mestre de bateria | Ref                 |
| ---- | ------------------- | ------------------- | ----------------- | ------------------- |
| 2014 |                     | Saul D'Ávila        | Rogério           | [carece de fontes?] |
| 2015 |                     | Saul D'Avilla       | Rogério           | [carece de fontes?] |
| 2016 |                     |                     | Marcio Brinco     |                     |
| 2017 |                     |                     | Marcio Brinco     |                     |
| 2018 |                     |                     | Marcio Brinco     |                     |
| 2018 |                     |                     | Mestre Fabio KB   |                     |
| 2019 |                     |                     | Mestre Fabio KB   |                     |
| 2020 |                     |                     | Mestre Fabio KB   |                     |
| 2021 |                     |                     |                   |                     |
| 2022 |                     |                     |                   |                     |
| 2023 |                     |                     |                   |                     |
| 2024 |                     |                     | Mestre Luiz       |                     |
| 2025 |                     |                     | Mestre Luiz       |                     |

### Coreógrafo Comissão de Frente
| Ano  | Nome                          | Componentes                                                                                           |
| ---- | ----------------------------- | --- |
| 2014 | Ronaldo Salvatore             | |
| 2015 | Ronaldo Salvatore             | |
| 2016 | Ronaldo Salvatore             | |
| 2017 | Thais Valentini               | Thaina, Anne, Pamela, Marcos, Mayara & Mayara                                                         |
| 2018 | comissão externa              | |
| 2019 | Caio Fabio / Studio Sky Dance | Caio Fabio, Victor Kelling, Mayara, Marcelly Kaoane, Julia, Bruna, Thayanne, Marcos, Pamela, Henrique |
| 2020 | Caio Fabio/ Studio Sky Dance  | |
| 2021 |                               | |
| 2022 |                               | |
| 2023 |                               | |
| 2024 | Ana Preta                     | |
| 2025 | Ana Preta                     | |

### Casal de Mestre-sala e Porta-bandeira
| Ano  | Primeiro Casal    | Segundo Casal            | Terceiro Casal      | Casal Mirim       | Ref |
| ---- | ----------------- | ------------------------ | ------------------- | ----------------- | --- |
| 2004 |                   |                          |                     | Allyson & Jessyca |     |
| 2005 |                   |                          |                     | Allyson & Jessyca |     |
| 2006 |                   |                          |                     | Marlon & Jessyca  |     |
| 2007 |                   |                          |                     | Marlon & Jessyca  |     |
| 2008 |                   |                          |                     | Marlon & Jessyca  |     |
| 2009 |                   |                          |                     | Marlon & Jessyca  |     |
| 2010 |                   |                          | Marlon & Jessyca    |                   |     |
| 2011 |                   |                          | Marlon & Jessyca    |                   |     |
| 2012 |                   | Marlon & Fernanda Blanco |                     |                   |     |
| 2013 |                   | Marlon & Jessyca         |                     |                   |     |
| 2014 | Yrraja & Karina   | Marlon & Jessyca         | Jean & Luana        |                   |     |
| 2015 | Yrraja & Jessyca  | Marlon & Luana           | Marcelo & Franciele |                   |     |
| 2016 | Marlon & Jessyca  | Marcelo & Luana          | Denner & Fran       | Rhyan & Pietra    |     |
| 2017 | Patrick & Jessyca | Diego & Estefani         |                     | Rhyan & Pietra    |     |
| 2018 | Patrick & Jessyca | Diego e Estefani         |                     |                   |     |
| 2019 | Patrick & Jessyca | Victor & Piettra         |                     |                   |     |
| 2020 | Patrick & Jessyca | Victor & Piettra         | Anderson e Mavi     |                   |     |
| 2021 | Patrick & Piettra |                          |                     |                   |     |
| 2022 | Patrick & Piettra |                          |                     |                   |     |
| 2023 | Patrick & Piettra | André & Eloiza           |                     |                   |     |
| 2024 | Patrick & Piettra | Everton & Eloiza         |                     |                   |     |
| 2025 | Patrick & Piettra | Everton & Eloiza         |                     |                   |     |

### Cortejo da Escola
| Ano  | Rainha Trans | Rainha da escola | Rainha da Bateria    | Rainha Da bateria mirim | Madrinha             | Musa               | Primeira Princesa    | Segunda Princesa   |
| ---- | ------------ | ---------------- | -------------------- | ----------------------- | -------------------- | ------------------ | -------------------- | ------------------ |
| 2008 |              |                  |                      |                         |                      |                    |                      | Daniele A. Sansoni |
| 2009 |              |                  |                      |                         |                      |                    |                      |                    |
| 2010 |              |                  |                      |                         |                      |                    | Daniele A. Sansoni   |                    |
| 2011 |              |                  |                      |                         |                      |                    |                      |                    |
| 2012 |              |                  |                      |                         |                      |                    |                      |                    |
| 2013 |              |                  |                      |                         |                      | Francielle Keyse   |                      |                    |
| 2014 |              |                  |                      |                         |                      | Francielle Keyse   |                      |                    |
| 2015 |              |                  | Celia Pereira        |                         | Francielle Keyse     | Maria Janaina      | Cristianne Magalhães |                    |
| 2016 |              |                  | Mony Golden          |                         |                      |                    | Cristianne Magalhães | Daniele A. Sansoni |
| 2017 |              |                  | Mony Golden          |                         | Cristianne Magalhães | Daniele A. Sansoni |                      |                    |
| 2018 |              |                  | Mony Golden          |                         | Cristianne Magalhães |                    |                      |                    |
| 2019 |              |                  | Cristianne Magalhaes |                         |                      |                    |                      |                    |
| 2020 |              |                  | Cristianne Magalhães |                         |                      |                    |                      |                    |
| 2021 |              |                  |                      |                         |                      |                    |                      |                    |
| 2022 |              |                  |                      |                         |                      |                    |                      |                    |
| 2023 |              |                  |                      |                         |                      |                    |                      |                    |
| 2024 |              |                  | Kemely Baptista      |                         |                      |                    |                      |                    |
| 2025 | Rayla        | Cintia tantão    | Ketlin Beller        | Paola                   |                      |                    | Laura Helena         |                    |

## Carnavais
| Ano  | Colocação          | Grupo                   | Enredo                                                                                    | Carnavalesco              | Intérprete            | Ref.                 |
| ---- | ------------------ | ----------------------- | ----------------------------------------------------------------------------------------- | ------------------------- | --------------------- | -------------------- |
| 1957 | Vice-campeã        | A                       |                                                                                           |                           |                       |                      |
| 1959 | Vice-campeã        | A                       |                                                                                           |                           |                       |                      |
| 1960 | Vice-campeã        | A                       |                                                                                           |                           |                       |                      |
| 1961 | Vice-campeã        | A                       |                                                                                           |                           |                       |                      |
| 1963 | Vice-campeã        | A                       |                                                                                           |                           |                       |                      |
| 1965 | Vice-campeã        | A                       |                                                                                           |                           |                       |                      |
| 1966 | Vice-campeã        | A                       |                                                                                           |                           |                       |                      |
| 1968 | Vice-campeã        | A                       |                                                                                           |                           |                       |                      |
| 1969 | Vice-campeã        | A                       |                                                                                           |                           |                       |                      |
| 1970 | 4º lugar           | A                       | Viva o samba                                                                              |                           |                       |                      |
| 1971 |                    | A                       | Brasil inperial - Abolição (Apuração oficial foi Anulada)                                 |                           |                       |                      |
| 1972 | 3º lugar           | A                       | Aquarela Dos Embaixadores                                                                 |                           |                       |                      |
| 1973 | 5º lugar           | A                       | África, Mãe Negra                                                                         |                           |                       |                      |
| 1974 | 5º lugar           | A                       | Tarantela No Samba, Uma Homenagem à Colônia Italiana no Paraná                            |                           |                       |                      |
| 1975 | 5º lugar           | A                       | Bahia Em Festa                                                                            |                           |                       |                      |
| 1976 | 3º lugar           | A                       |                                                                                           |                           |                       |                      |
| 1977 | 3º lugar           | A                       | O Cerco da Lapa                                                                           |                           |                       |                      |
| 1978 | 5º lugar           | A                       | Exaltação ao Morro                                                                        |                           |                       |                      |
| 1979 |                    | A                       |                                                                                           |                           |                       |                      |
| 1980 | -                  | A                       | A Escola de Samba Não Desfilou                                                            |                           |                       |                      |
| 1981 | 3º lugar           | A                       | Se as rosas não falam, nem podem chorar, verde que te quero rosa, minha escola vai cantar | Glauco Lobo               |                       |                      |
| 1982 | 5º lugar           | A                       | Som, Luz e Cores, Na Magia das Estações                                                   | Glauco Lobo               |                       |                      |
| 1983 |                    | A                       |                                                                                           | Deuci D'Avilla            |                       |                      |
| 1984 | 4º lugar           | A                       | Gillda sem nome                                                                           | Celso Filho               |                       |                      |
| 1985 | 4º lugar           | A                       | De Cadilhe a Cadilhe                                                                      |                           |                       |                      |
| 1986 | 4º lugar           | A                       | Das flores ao arco iris                                                                   |                           |                       |                      |
| 1987 | 3º lugar           | A                       | O palhaço, o que é                                                                        |                           |                       |                      |
| 1988 | (P)                | A                       | Homenagem aos senhores da america, herança de um povo                                     |                           |                       |                      |
| 1989 | Vice-campeã        | A                       | Luar do sertão                                                                            |                           |                       |                      |
| 1990 | Vice-campeã        | A                       | Entre o céu e a terra, todas as belezas do carnaval                                       |                           |                       |                      |
| 1991 | Campeã             | A                       | Vem que te quero festa- tudo é carnaval                                                   |                           |                       |                      |
| 1992 | Campeã             | A                       | Desembrulhando as balas Zequinhas                                                         |                           |                       |                      |
| 1993 | Vice-campeã        | A                       | Vem que te quero festa tudo e carnaval 300 anos de curitiba                               |                           |                       |                      |
| 1994 | Vice-campeã        | A (campeã estadual)     | Descobrindo o tesouro do pirata                                                           |                           |                       |                      |
| 1995 | Vice-campeã        | A (bi campeã estadual)  |                                                                                           |                           |                       |                      |
| 1996 | Campeã             | A (tri campeã estadual) | Dança e canta minha gente                                                                 |                           |                       |                      |
| 1997 | Campeã             | A                       | Teu canto me seduz (titulo dividido com o Colorado)                                       |                           |                       |                      |
| 1998 | Campeã             | A                       | A lenda de Muirakitã                                                                      |                           |                       |                      |
| 1999 |                    | A                       | Um bombardeio de felicidade                                                               |                           |                       |                      |
| 2000 | Vice-campeã        | A                       | Brasil, Amanhã Paz e União                                                                |                           |                       | [ 2 ]                |
| 2001 | Vice-campeã        | A                       | Está escrito nas estrelas                                                                 |                           |                       | [ 2 ]                |
| 2002 | 3º lugar           | A                       | Grandes amores                                                                            |                           |                       | [ 2 ]                |
| 2003 | Vice-campeã        | A                       | Travessa Leitner                                                                          |                           |                       |                      |
| 2004 | Campeã             | A                       | A lenda de São Jorge                                                                      |                           |                       | [ 2 ]                |
| 2005 | Campeã             | A                       | A história dos grandes amores                                                             |                           |                       | [ 2 ]                |
| 2006 | Campeã             | A                       | Água, a essência da vida                                                                  |                           |                       | [ 2 ]                |
| 2007 | Campeã             | A                       | Ka'á-Erva sagrada                                                                         |                           |                       | [ 2 ]                |
| 2008 | Vice-campeã        | A                       | Seis décadas de alegria                                                                   |                           |                       | [ 2 ]                |
| 2009 | Vice-campeã        | A                       | Um beijo no seu coração                                                                   |                           |                       |                      |
| 2010 | Vice-campeã        | A                       | A paz é verde - Reverencia a sagrada terra e clama pelo fim da destruição.                |                           |                       | [ 22 ] [ 23 ]        |
| 2011 | Vice-campeã        | A                       | Mérica, que coisa é essa Mérica? Da fome às três santas felicidades....                   |                           |                       | [ 19 ] [ 24 ]        |
| 2012 | 4º lugar           | A                       | Entre sonhos e ilusões... Revivendo carnavais, viajando nos textos de Aramis Millarch.    |                           |                       | [ 20 ] [ 25 ]        |
| 2013 | 3º lugar           | A                       | Hoje tem palhaçada? Tem sim senhor... A Embaixadores é Só Alegria                         |                           |                       | [ 20 ] [ 26 ]        |
| 2014 | 3º lugar           | A                       | Sobre nosso olhar e inspiração... A essência dá o tom da folia                            | Suzy D'Ávila              | Jose da Cruz          | [ 27 ] [ 28 ] [ 29 ] |
| 2015 | 4º lugar           | A                       | O Alafin de Oyó – Uma viagem à terra mística do Rei Xangô                                 | Suzy D'Ávila              |                       | [ 30 ]               |
| 2016 | 4º lugar           | A                       | Façam suas apostas, o jogo da vida vai começar, a Embaixadores chega para jogar           | Ronaldo Salvatore         |                       | [ 31 ]               |
| 2017 | sem competição     | A                       | Embaixadores da Alegria canta Luiz Gonzaga                                                | Ronaldo Salvatore         |                       | [ 32 ]               |
| 2018 | 5º lugar           | A                       | Embaixadores em cantar como é grande o meu amor por você                                  | Ronaldo Salvatore Martins |                       | [ 33 ]               |
| 2019 | 1º lugar           | B                       | Paranagua, Do ciclo do Ouro ao Porto que exporta Alegria                                  | Alexandre Maman           | Jorginho Pérola Negra |                      |
| 2020 | 5º lugar           | A                       | Louco é Pouco, de louco todo mundo tem um pouco                                           | Alexandre Maman           | Jorginho Pérola Negra |                      |
| 2021 | Não houve desfile. | Não houve desfile.      | Não houve desfile.                                                                        | Não houve desfile.        | Não houve desfile.    | Não houve desfile.   |
| 2022 | Não houve desfile. | Não houve desfile.      | Não houve desfile.                                                                        | Não houve desfile.        | Não houve desfile.    | Não houve desfile.   |
| 2023 | 3º lugar           | B                       | Folia de Reis                                                                             | Diogo Peres               | Alexandrro Castro     |                      |
| 2024 | 2º lugar           | B                       | Segunda abolição, o sangue vermelho e pra todos                                           | Sergio Ramos              | Caca man              |                      |
| 2025 |                    | B                       | Mulheres no Samba - 13 de abril, de Tia Ciata a Mãe Orminda.                              | Sergio Ramos              |                       |                      |